# Papaya (colore)
Papaya è il colore mostrato a destra. Prende il proprio nome per via della sua somiglianza con il colore della polpa della papaya.